# Andrés Lima
Andrés Lima est un acteur et metteur en scène de théâtre espagnol, né en 1961 à Madrid.
Andrés Lima codirige la compagnie Animalario qui monte des pièces à partir d’improvisations collectives sur des thèmes d’actualité.

## Metteur en scène
- Hamelin de Juan Mayorga
- Urtain de Juan Cavestany
- 2008 : Bonheur ? d'Emmanuel Darley, Comédie-Française Théâtre du Vieux-Colombier
- 2009 : Titus Andronicus de William Shakespeare, Théâtre romain de Mérida
- 2009 : Les Joyeuses Commères de Windsor de William Shakespeare, Comédie-Française